# Énergie au Malawi
Le secteur de l'énergie au Malawi est dominé par l'utilisation de charbon de bois et de bois à brûler, ce qui représente environ 94 % de la consommation d'énergie au Malawi. Le pays a un fort potentiel en hydroélectricité mais ce potentiel n'est pas exploité. En 2009, le taux national d'électrification était de 10 % ; 37 % des foyers urbains et seulement 2 % des foyers ruraux y ont accès.
La population du pays était de 19 millions de personnes en 2018, ce qui représente une faible consommation d'électricité par personne : environ 93 kWh par personne par an, alors que la moyenne est de 432 kWh en Afrique subsaharienne (et 2 167 kWh en moyenne mondiale). Il est urgent pour le pays d'atteindre le seul de 500 kWh par an.
L'électricité était auparavant un monopole d'État, via l'Electric Supply Commission of Malawi (ESCOM) ; ce monopole a été dissous, et la compagnie Electricity Generation Company Malawi Limited (Egenco) a été formée. Le gouvernement du Malawi est en train de réformer le secteur de l'énergie, et les investisseurs et les producteurs indépendants d'électricité se développent dans le pays.
En mars 2018, la capacité installée en électricité était de 363 MW , dont 93,3 % d'hydroélectricité. Le pays connaît fréquemment des délestages et des problèmes d'approvisionnement en électricité, notamment pendant la saison sèche, où les fleuves sont à leur plus bas niveau. Les coupures d'électricité en décembre 2017 furent particulièrement dures, avec de nombreuses protestations de la population et des députés, forçant l'ESCOM à faire des excuses publiques ; le président Mutharika promit de résoudre le problème à court, moyen, et long terme par la construction de capacité supplémentaire et la rénovation de certaines centrales hydroélectriques,.

## Hydroélectricité

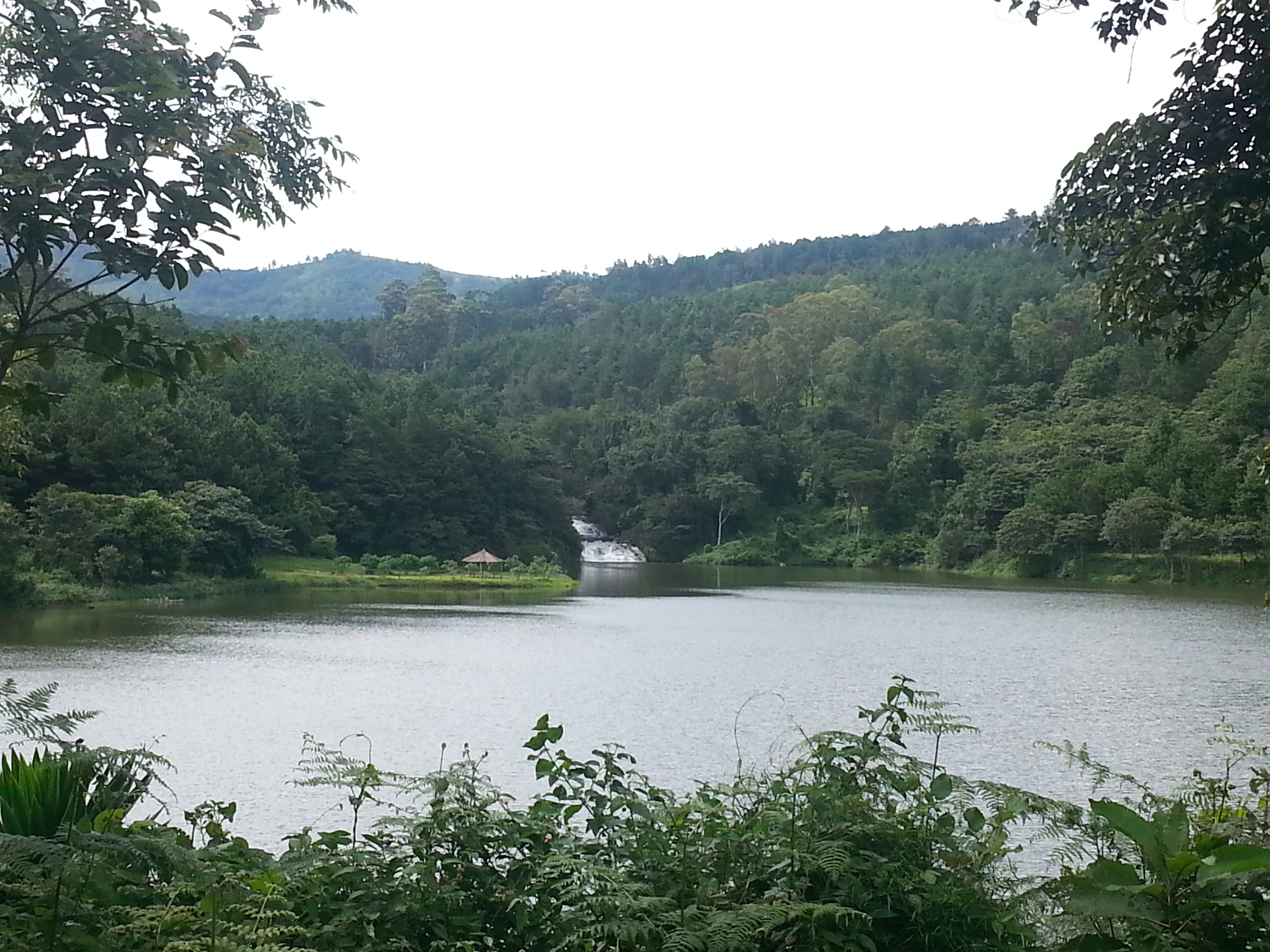
Le barrage de Mulunguzi et les chutes de Williams.

Selon l'International Hydropower Association (IHA), la puissance installée des centrales hydroélectriques du Malawi  s'élevait à 371 MW fin 2021, soit 1 % du total africain, au 19e rang en Afrique, loin derrière l'Éthiopie (4 074 MW) ; la Tanzanie à 562 MW et le Mozambique 2 216 MW.
La majorité des centrales hydroélectriques du pays sont situées dans la région du Sud du pays, surtout sur la rivière Shir. La capacité reliée au réseau électrique est de 351 MW ; cette capacité atteindra 369 MW avec la mise en service de la centrale hydroélectriqueTedzani IV de capacité 18 MW,.

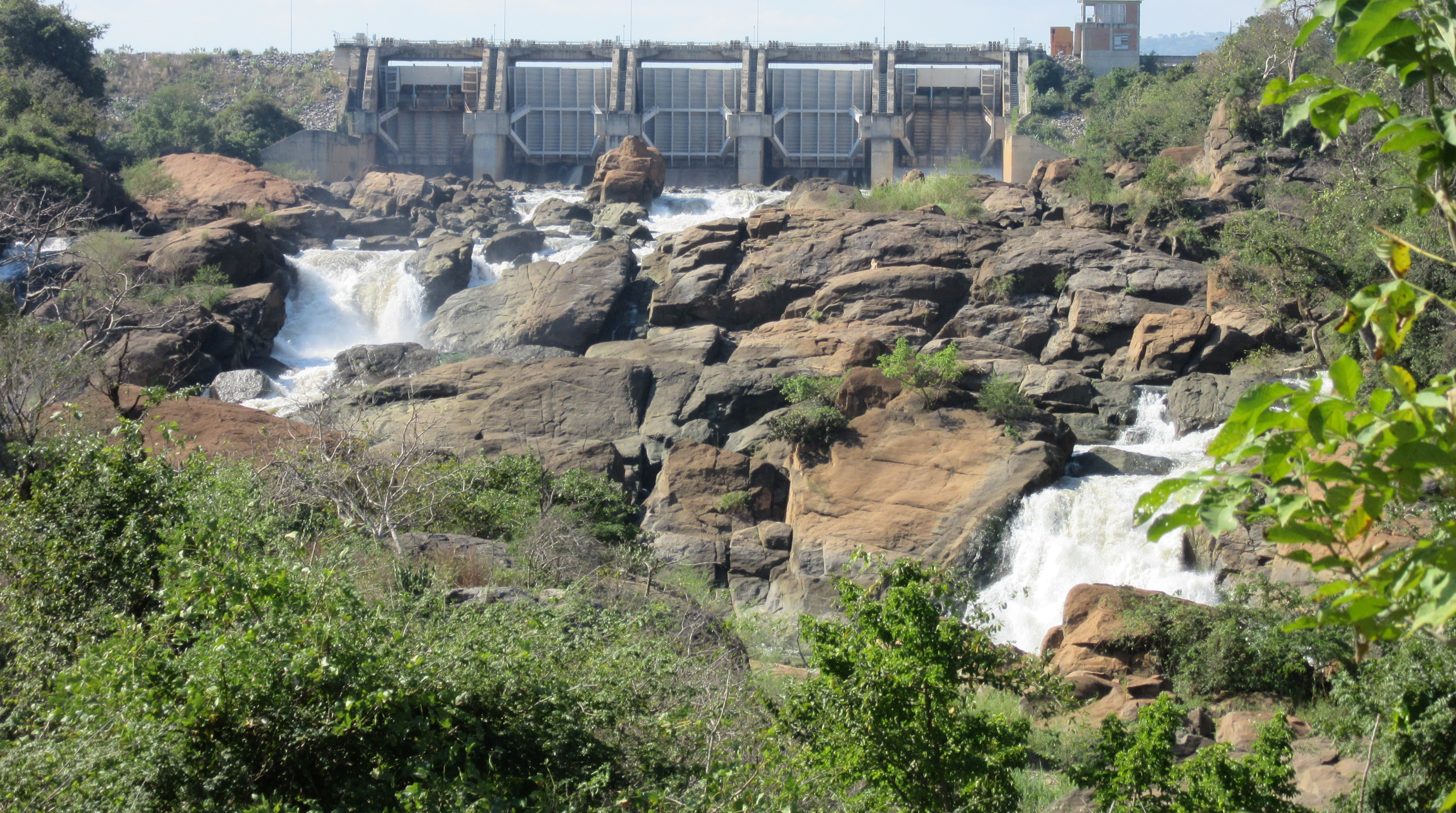
Chutes et barrage de Kapachira

Le pic de demande d'électricité est d'environ 350 MW, et la croissance annuelle est d'environ 6 %. En conséquence, le réseau du Malawi a peu de marges de manœuvre. Ceci rend les délestages (coupures forcées pour éviter la saturation) fréquents et récurrents. Ce manque de capacité a aussi ralenti le développement de grands projets industriels, en particulier des projets miniers ou des usines de fabrication, ce qui a ralenti la croissance du pays et la création d'emplois.
Le potentiel hydroélectrique de la rivière Shire est d'environ 600 MW, et on pourrait développer 400 MW de capacité supplémentaire sur les rivières Songwe, South Rukuru, Dwangwa et Bua. On pourrait également construire des projets plus petits non connectés au réseau sur des petites rivières partout dans le pays.

## Centrales thermiques
Le Malawi a des réserves de charbon de 22 milliards de tonnes. On peut également importer du charbon par voie ferroviaire depuis le Mozambique voisin. En 2014, le Malawi a décidé de construire la centrale thermique de Kammwamba, une centrale à charbon dans le district de Neno. Le plan est de commencer par une capacité de 300 MW, qui pourrait être étendue à 1 000 MW. La source principale de charbon serait les mines de Moatize au Mozambique ; le charbon serait transporté par voie ferroviaire.
Le gouvernement, par le biais de la Electricity Supply Commission of Malawi (Commission pour l'Approvisionnement en Électricité du Malawi), a construit, de manière temporaire, quelques centrales à diesel dans le pays.

## Pétrole et gaz naturel
En date d'avril 2018, le Malawi n'avait pas de réserves prouvées de pétrole et de gaz naturel.

## Énergie solaire
Plusieurs producteurs d'électricité indépendants sont en train de construire des centrales photovoltaïques reliées au réseau électrique, qui devraient être ouvertes en décembre 2019. Les sites potentiels sont Salima, Lilongwe, Dedza et Nkhotakota. La capacité totale devrait se situer entre 40 et 70 MW. En zone rurale on trouve de nombreux projets d'énergie solaire non raccordés au réseau, car la construction d'un réseau électrique qui desservirait tout le pays semble être de moins en moins sûre.